# Washington (condado de Door, Wisconsin)
Washington es un pueblo ubicado en el condado de Door en el estado estadounidense de Wisconsin. En el Censo de 2010 tenía una población de 708 habitantes y una densidad poblacional de 1,99 personas por km².

## Geografía
Washington se encuentra ubicado en las coordenadas 45°23′9″N 86°54′55″O / 45.38583, -86.91528. Según la Oficina del Censo de los Estados Unidos, Washington tiene una superficie total de 354.95 km², de la cual 66.02 km² corresponden a tierra firme y (81.4%) 288.93 km² es agua.

## Demografía
Según el censo de 2010, había 708 personas residiendo en Washington. La densidad de población era de 1,99 hab./km². De los 708 habitantes, Washington estaba compuesto por el 98.45% blancos, el 0.71% eran afroamericanos, el 0% eran amerindios, el 0.56% eran asiáticos, el 0% eran isleños del Pacífico, el 0.14% eran de otras razas y el 0.14% pertenecían a dos o más razas. Del total de la población el 0.85% eran hispanos o latinos de cualquier raza.